# Morciano di Romagna
Morciano di Romagna ist eine italienische Gemeinde (comune) mit 7183 Einwohnern (Stand 31. Dezember 2023) in der Provinz Rimini in der Emilia-Romagna.

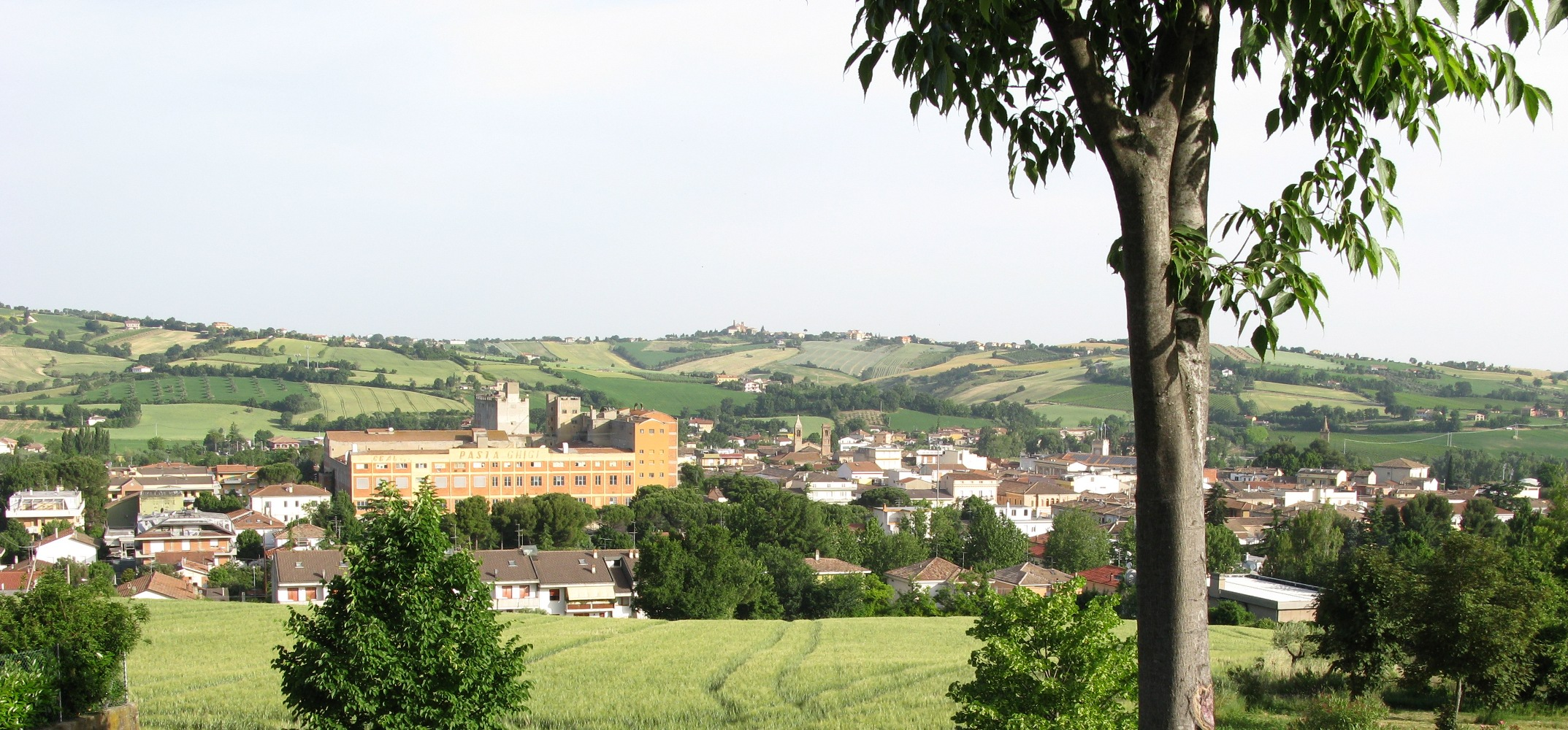
Panorama von Morciano di Romagna

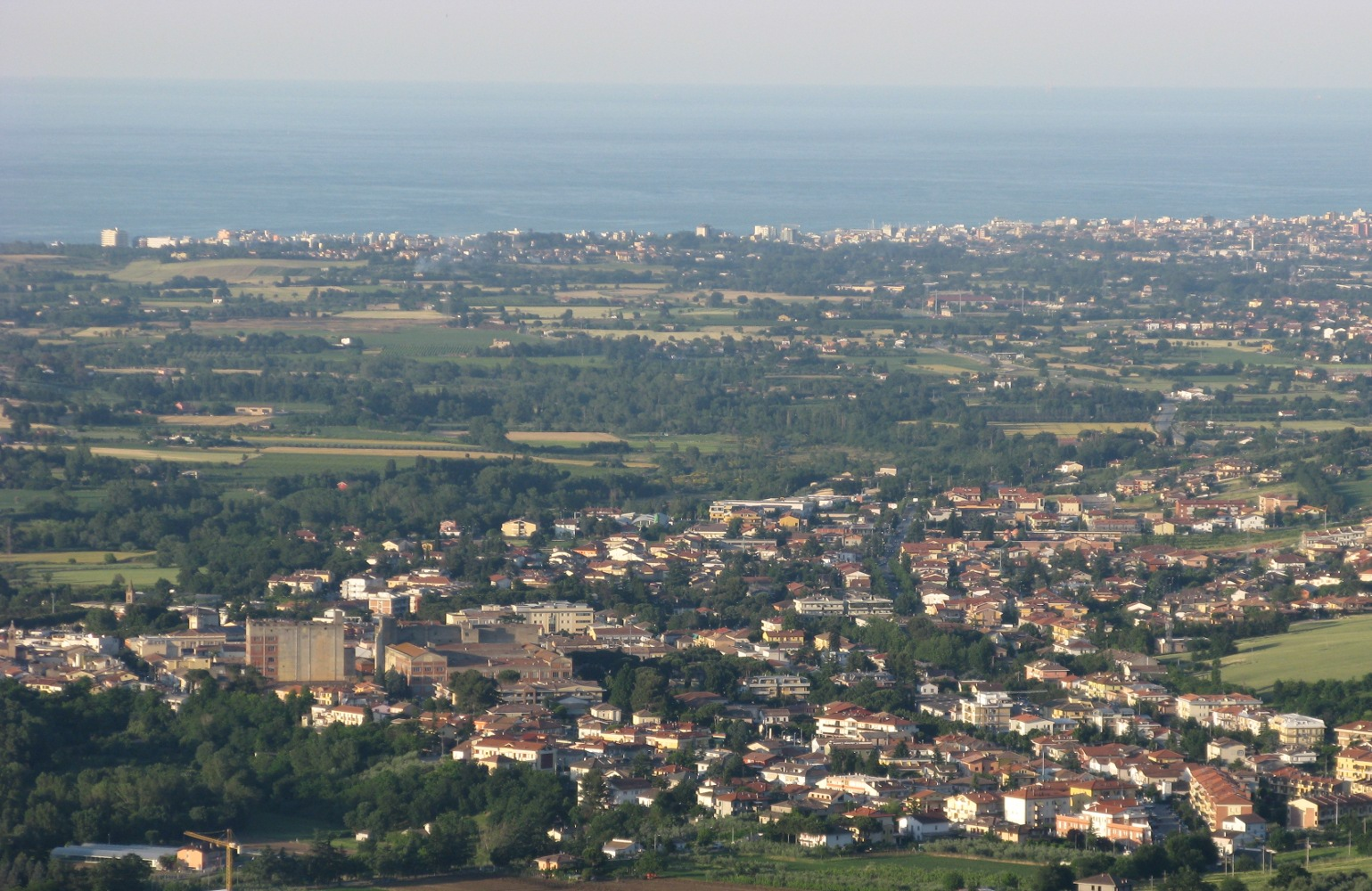
Morciano

Die Gemeinde liegt etwa 20 Kilometer südöstlich von Rimini und etwa 25 Kilometer westlich von Pesaro am Conca.

## Geschichte
Bereits in der Antike ist der Ortsname Marcianum als Bezeichnung für Ländereien einer Familie Marcia nachgewiesen. Im Codex Bavaro wird die Gemeinde bereits im 8. Jahrhundert nach Christus erwähnt.

## Söhne und Töchter der Gemeinde
- Arnaldo Pomodoro (1926–2025), Bildhauer